# أميلوجينين
الأميلوجينين هي مجموعة من النظائر البروتينية التي ينتجها الربط البديل أو التحلل البروتيني من جين أميلوجينين نظير إكس، على كروموسوم إكس، وكذلك جين أميلوجينين نظير واي في الذكور، على كروموسوم واي. يشاركون في تكوين النشوء، وتطوير المينا. الأميلوجينينات هي نوع من بروتينات النسيج البيني خارج الخلية، والتي، جنبًا إلى جنب مع أميلوبلاستين، إيناملين وتوفتيلين، يُوجه تمعدن المينا لتشكيل منبت منظم للغاية من قضبان، انترود كريستال والبروتينات.
على الرغم من أن الدور الدقيق للأميلوجينين في تنظيم عملية التمعدن غير معروف، فمن المعروف أن الأميلوجينين وفير أثناء تكوين النشوء. يحتوي تطوير المينا البشرية على حوالي 70٪ بروتين، 90٪ منها أميلوجينين.

## وظيفة
يُعتقد أن الأميلوجينين يشارك في تنظيم قضبان المينا أثناء نمو الأسنان. تشير أحدث الأبحاث إلى أن هذه البروتينات تنظم بدء ونمو بلورات هيدروكسيل أباتيت أثناء تمعدن المينا. بالإضافة إلى ذلك، يبدو أن الأميلوجينين يساعد في تطوير الملاط عن طريق توجيه الأرومات الأسمنتية إلى سطح جذر السن.

## متغيرات
دُرِسَ جين أميلوجينين على نطاق واسع في البشر، حيث هو جين نسخة واحدة، يقع على كروموسومات إكس وواي في Xp22.1-Xp22.3 و[5] Yp 11.2. موقع جين الأميلوجينين على الكروموسومات الجنسية له آثار على التباين بين كل من شكل كروموسوم إكس وشكل كروموسوم واي، وبين أليلات أميلوجينين نظير واي بين مجموعات سكانية مختلفة. وذلك لأن جين أميلوجينين نظير واي موجود في المنطقة غير المعاد تجميعها للكروموسوم واي، مما يعزله بشكل فعال عن ضغوط الانتقاء الطبيعية. تنشأ مصادر أخرى لتباين الأميلوجينين من الأشكال المختلفة لأميلوجينين نظير إكس التي حُصِلَ عليها من الربط البديل لنسخ الحمض النووي الريبوزي الرسول. لم يُحدَّد أدوار محددة للأشكال المتساوية. من بين الكائنات الحية الأخرى، يتم الحفاظ على الأميلوجينين جيدًا بين الوحشيات الحقيقية، وله متجانسات في الكظاميات والزواحف والبرمائيات.

## تطبيق في تحديد الجنس
الاختلافات بين كروموسوم إكس ونسخ كروموسوم واي من جين أميلوجينين تُمكِّن من استخدامه في تحديد جنس العينات البشرية غير المعروفة. يحتوي الإنترون 1 من جين أميلوجينين نظير إكس على حذف 6 أزواج أساسية بالنسبة إلى الإنترون 1 من جين أميلوجينين نظير واي . يمكن اكتشاف ذلك بتكلفة منخفضة باستخدام تفاعل البوليمراز المتسلسل للإنترون 1، يليه الفصل الكهربائي الهلامي. يتم حل نطاقين من الحمض النووي، عند 555 بت في الثانية و371 بت في الثانية، إذا كان كل من نسخ أميلوجينين نظير إكس وأميلوجينين نظير واي من الجين موجودة (أي أن العينة من ذكر) أو نطاق واحد من الحمض النووي، عند 555 بت في الثانية، إذا كانت نسخة أميلوجينين نظير إكس موجودة فقط (أي أن العينة من أنثى).
ومع ذلك، بسبب اختلاف أميلوجينين نظير واي بين الأفراد والسكان، فإن طريقة تحديد الجنس هذه ليست دقيقة بنسبة 100٪. قد تؤدي الطفرة في مناطق إنترون 1 من أميلوجينين نظير واي المستخدمة بشكل شائع كمواقع تلدين أولية إلى تعطيل تضخيم تفاعل البوليميراز المتسلسل. ينتج عن إدخال 6 بت إلى إنترون 1 من أميلوجينين نظير واي أمبليكون مطابق في الطول لطول أميلوجينين نظير إكس. في بعض الذكور قد يُحذَف أميلوجينين نظير واي بالكامل. في أي من هذه الحالات، يُصوًّر نطاق واحد فقط أثناء الفصل الكهربائي الهلامي لمنتجات تفاعل البوليميراز المتسلسل، مما يتسبب في خطأ في تحديد العينة على أنها أنثى. قد يختلف معدل التحديد الخاطئ بين السكان، ولكن بشكل عام يبدو منخفضًا. في إحدى الدراسات في إسبانيا، أجري اختبار تحديد جنس الأميلوجينين باستخدام نطاقات أميلوجينين نظير إكس (977bps) وميلوجينين نظير واي (790bps) ل 1224 فردًا من جنس معروف بمعدل دقة 99.84٪ (1222/1224). ومع ذلك، وجدت دراسة أخرى في الهند أن 5 من أصل 270 رجلًا دُرِسوا (1.85٪) يمتلكون حذف أميلوجينين نظير واي، واصفين إياهم ب "ذكور أميلوجينين المحذوفة". ردًا على ذلك، اقتُرِح أنه في حين أن اختبار الجنس الأميلوجينين قد يكون دقيقًا بشكل عام، يمكن استخدام علامات كروموسوم واي الأخرى مثل عامل تحديد الخصية أو التكرارات المترادفة القصيرة أو 50 إف 2 لتحديد الجنس بشكل أقل غموضًا.

## أهمية سريرية
يمكن أن تسبب الطفرات في جين أميلوجينين نظير إكس تكوين الميناء الناقص، وهو اضطراب في نمو مينا الأسنان.